# 水產養殖學系
水產養殖學系簡稱為養殖系，是高等教育隸屬於生命科學院、水產學院或農學院下的一個科系，主要以培養對養殖經濟作物技術專才、基礎理論研究人員、和養殖作物經營行銷為主所設立的科系。
水產養殖學系的必修科目為養殖學，根據不同學校偏重領域所設立的科目會有所不同，較基礎的學科包括了魚類學、水質學、魚類生理學、魚類病理學，養殖環境系統建置有科目有養殖工程學，現場實務方面的科目包括了飼料學、實習課程等，依養殖環境的不同，又有陸上養殖場實習和海上箱網養殖實習，由於現代人越來越重視休閒，因此觀賞魚類的繁殖養育，也被安排到課程當中，也可能安排水生/海洋生物博物館的實習課程。
水產養殖的標的除了具經濟價值的魚類，還有蝦類、貝類、藻類等，依各校教授專長的不同，課程開設有所偏重，水生生物與水生環境息息相關，環境保護也是養殖系課程安排的重點之一。
由於大部分的獸醫學系課程安排偏重於陸地豢養的家禽家畜，對於水生生物的了解受限，因此水產養殖生物的病理與治療多由具有養殖專才或研究背景的人來檢驗和治療。

## 水產養殖學系之學位頒授
- 四年制大學部畢業頒授農學學士(BSc)學位。
- 研究所碩士班畢業頒授農學碩士(MSc)學位。
- 研究所博士班畢業頒授農學博士(PhD)學位。